# David August Laurenz von Gonzenbach

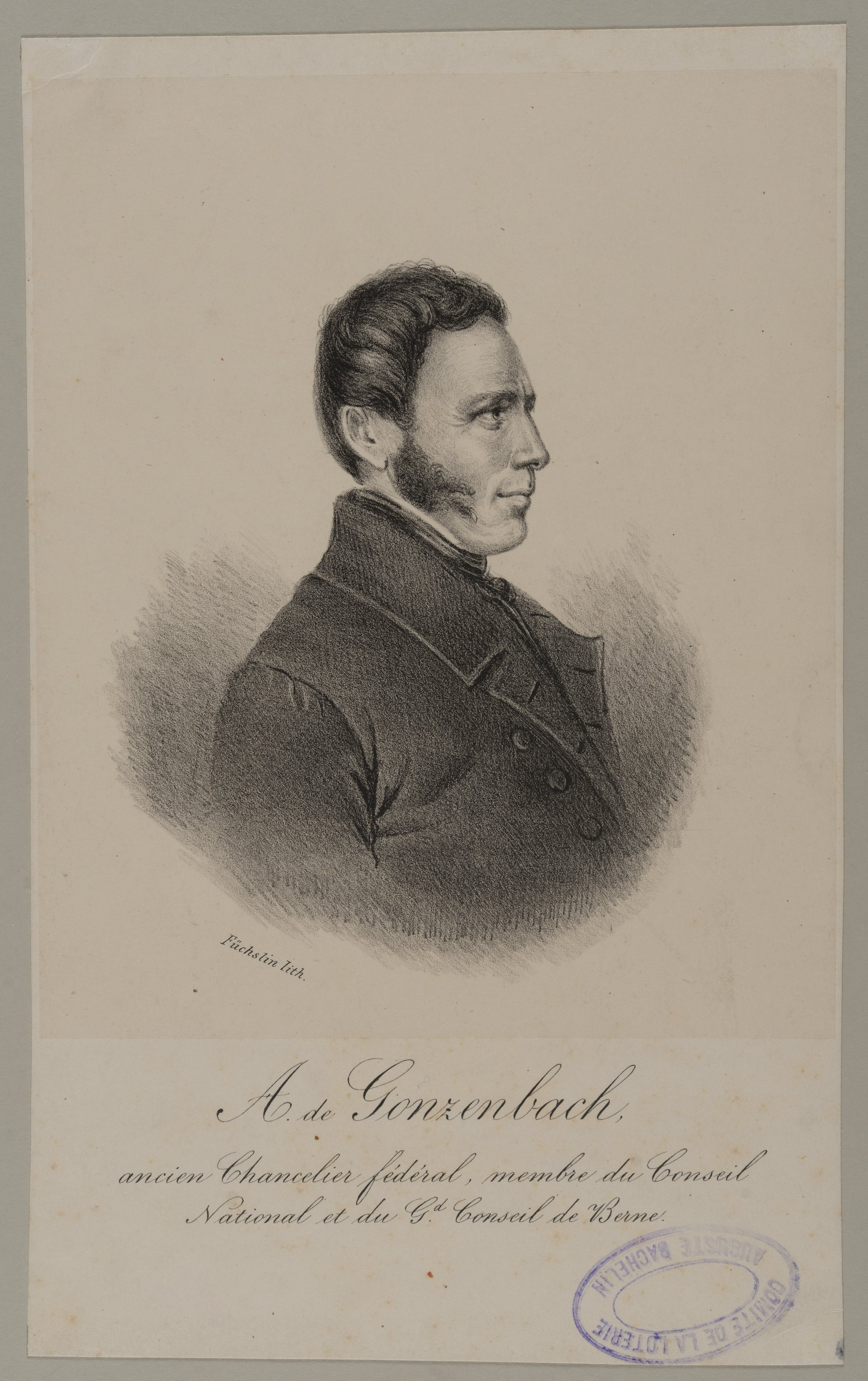
August von Gonzenbach

David August Laurenz von Gonzenbach (Sankt Gallen, 12 mei 1808 - Muri bei Bern, 29 september 1887), was een Zwitsers politicus.
August von Gonzenbach bezoch het Fellenbergschen Institut in Hofwil (1818-1824) en daarna het gymnasium in Sankt Gallen (1824-1836). Vervolgens studeerde hij van 1826 tot 1831 rechten in Bazel en in Jena. In 1831 verwierf hij het doctoraat in de rechten.
August von Gonzenbach werd in 1833 gekozen tot Federaal Staatsschrijver (vicekanselier). Hij bleef Federaal Staatsschrijver tot 1847, toen hij wegens zijn sympathieën voor de Sonderbund niet meer gehandhaafd kon blijven.
August von Gonzenbach was van 1833 tot 1847 lid van de Grote Raad (kantonsparlement) van het kanton Sankt Gallen en afgevaardigde voor het kanton bij de Tagsatzung, maar verloor deze functies nadat de radicalen in 1847 in dit kanton een verkiezingsoverwinning hadden geboekt. Hierna vestigde hij zich in Bern, waar hij een politieke carrière begon. Dit was mogelijk daar hij heimatberechtigt was in Bern en Muri. Van 1850 tot 1874 was hij lid van de Grote Raad van het kanton Bern. Hij leidde de fractie van de conservatieven in de Grote Raad. Van 1852 tot 1860 en van 1866 tot 1875 zat hij namens de (Gereformeerde) conservatieven in de Nationale Raad (tweede kamer federaal parlement). Hij werd uiteindelijk niet herkozen vanwege zijn pro-Katholieke houding tijdens de Kulturkampf.
August von Gonzenbach steunde de ontwikkeling van de private spoorwegen.
August von Gonzenbach was eerste luitenant in het leger. Hij was een aristocraat en bezat een landgoed in Muri (kanton Bern). Hij was een federalist en tegenstander van de grondwetsherziening van 1874.